# Classe Ayanami
La classe Ayanami (あやなみ型護衛艦?) è stata una classe di cacciatorpediniere costruita per la Forza marittima di autodifesa giapponese (JMSDF) negli ultimi anni cinquanta del Novecento. Venne impiegata per la lotta antisommergibile e venne in modo ufficioso classificata come "DDK" (cacciatorpediniere anti-sottomarino) in modo ufficioso.

## Design
La classe Ayanami adottò un design a "lungo castello di prua" con ponte di poppa inclinato chiamato Pista olandese, dal nome della strada in pendenza panoramica nella città di Nagasaki. Il sistema di propulsione a turbina a vapore era simile a quello della classe Harukaze, ma variava da nave a nave come tentativo del JMSDF di trovare il miglior sistema di propulsione per i suoi futuri combattenti di superficie.
La classe Ayanami fu la prima ad essere equipaggiata con sei cannoni Mark 22 calibro 3"/50 con doppie installazioni Mark 33 e siluri leggeri Mark 32 con due lanciatori laterali Mark 2. I cannoni da 3 pollici erano controllati da due Mark 63 GFCS.
Tutti e sette i nomi delle navi erano stati precedentemente impiegati nelle classi Fubuki e Yūgumo, della seconda guerra mondiale.
| Numero dello stendardo | Nome           | Costruttore                | Ordine           | Impostazione      | Varo             | Dismissione      |
| ---------------------- | -------------- | -------------------------- | ---------------- | ----------------- | ---------------- | ---------------- |
| DD-103/ASU-7004        | Ayanami        | Mitsubishi Zosen, Nagasaki | 20 novembre 1956 | 1 giugno 1957     | 12 febbraio 1958 | 25 dicembre 1986 |
| DD-104/TV-3502         | Isonami        | Shin-Mitsubishi, Kōbe      | 14 dicembre 1956 | 30 settembre 1957 | 14 marzo 1958    | 1 luglio 1987    |
| DD-105/ASU-7005        | Uranami        | Kawasaki, Tokyo            | 1 febbraio 1957  | 29 agosto 1957    | 27 febbraio 1958 | 25 dicembre 1986 |
| DD-106/TV-3503         | Shikinami      | Mitsui Zosen, Tamano       | 14 dicembre 1956 | 25 settembre 1957 | 15 marzo 1958    | 1 luglio 1987    |
| DD-110/ASU-7009        | Takanami       | Mitsui Zosen, Tamano       | 8 novembre 1958  | 8 agosto 1959     | 30 gennaio 1960  | 1 marzo 1989     |
| DD-111/ASU-7013        | Ōnami o Oonami | Ishikawajima HI, Kobe      | 20 marzo 1959    | 13 febbraio 1960  | 29 agosto 1960   | 1 marzo 1990     |
| DD-112/ASU-7014        | Makinami       | Iono HI, Maizuru           | 20 marzo 1959    | 25 aprile 1960    | 28 ottobre 1960  | 1 marzo 1990     |